# Translation Memory eXchange
Il TMX (Translation Memory eXXchange) è un formato aperto per lo scambio di dati tra diversi strumenti traduttivi per la gestione di una memoria di traduzione. Si basa sul formato XML e fornisce i dati della memoria di traduzione con varie informazioni aggiuntive, con l'obbiettivo di ottenere un formato aperto.

## Storia
TMX è stato creato dal gruppo di lavoro OSCAR (Open Standards for Container/Content Allowing Re-use), appartenente all'associazione LISA (Organization Localization Industry Standards Association), come standard aperto per il settore della traduzione.
Nel marzo 2011 LISA venne dichiarata insolvente ; l'insieme dei formati standard da essa realizzati passò quindi sotto la licenza Creative Commons Attribution 3.0.

## Utilizzi
Il TMX è un formato attivo dal 1998 e ha lo scopo di offrire un sistema non proprietario per lo scambio di memorie di traduzione tra diversi sistemi che minimizzi o elimini la perdita di dati critici. Dall'ottobre 2004 il formato è disponibile nella versione 1.4b che consente di ricreare i testi source e target (di partenza e di arrivo) a partire da un formato TMX.
Il formato TMX è supportato dalla maggior parte dei software di traduzione e fa parte dell'architettura OAXAL (Open Architecture for XML Authoring and Localization), un modello che si occupa degli aspetti di scrittura e traduzione delle pubblicazioni XML.
Il demo della versione TMX 2.0 è stato presentato al pubblico nel marzo 2007 e da allora non ci sono stati ulteriori aggiornamenti.

## Esempio
Esempio di codice TMX
```
<?xml version="1.0" ?>

<tmx
 
version=
"1.4"
>

	
<header

		
creationtool=
"XYZTool"

		
creationtoolversion=
"1.01-023"

		
datatype=
"PlainText"

		
segtype=
"sentence"

		
adminlang=
"en-us"

		
srclang=
"EN"

		
o-tmf=
"ABCTransMem"
>

	
</header>

	
<body>

		
<tu
 
tuid=
"hello"
 
datatype=
"plaintext"
>

			
<tuv
 
xml:lang=
"en"
>

				
<seg>
hello
</seg>

			
</tuv>

			
<tuv
 
xml:lang=
"it"
>

				
<seg>
ciao
</seg>

			
</tuv>

		
</tu>

		
<tu
 
tuid=
"world"
 
datatype=
"plaintext"
>

			
<tuv
 
xml:lang=
"en"
>

				
<seg>
world
</seg>

			
</tuv>

			
<tuv
 
xml:lang=
"it"
>

				
<seg>
mondo
</seg>

			
</tuv>

		
</tu>

	
</body>

</tmx>

```

## Strumenti ausiliari
Possono creare, modificare o utilizzare documenti TMX:
- Anchovy, realizzato da Maxprograms, permette di creare un documento TMX a partire da un file CSV.
- Apertium, piattaforma di traduzione automatica, consente di sovrascrivere le traduzioni effettuate basandosi solo su regole grammaticali con un'eventuale corrispondenza presente in un file TMX.
- Bitext2tmx è un'applicazione gratuita open source che trasforma i file bitext in TMX.
- Fortis Revolution è un pacchetto di traduzione che importa ed esporta file TMX
- Google Translate importa ed esporta file TMX.
- MemoQ è un software in grado di importare ed esportare file in formato TMX.
- Western Standard's Fluency è un software che importa, esporta e crea file TMX.
- La multipiattaforma Okapi Framework, e l'insieme dei suoi componenti e applicazioni, acquisisce o genera documenti TMX.
- Olifant è un'applicazione .NET open source in grado di creare e conservare documenti TMX.
- OmegaT e OmegaT+ sono strumenti di memoria di traduzione scritti in Java che creano e utilizzano documenti TMX.
- SDL Trados può importare ed esportare formati TMX.
- STAR Transit XV e la sua versione più recente STAR Transit NXT consentono di importare ed esportare file in formato TMX.
- Stingray Document Aligner è un dispositivo di allineamento multipiattaforma scritto in Java che a partire da coppie di documenti genera file in diversi formati.
- TMX Validator [3] è un'applicazione open source che verifica la validità dei documenti TMX in qualsiasi piattaforma.
- Il convertitore po2tmx[4] di Translate Toolkit trasforma un file PO in un file TMX.
- Wordbee Translator[5] è in grado di convertire file in formati TMX.
- Xoterm è uno shareware utilizzato da macOS che permette di visualizzare file TMX.